# John Deere 4020
Le John Deere 4020 est un tracteur agricole produit par la firme John Deere dans son usine américaine de Waterloo dans l'Iowa entre 1963 et 1972.
Atteignant 106 ch SAE, il est le premier tracteur de cette puissance que John Deere propose en Europe où il est commercialisé à partir de 1966.

## Historique
Depuis 1923 et la commercialisation du modèle D, John Deere fabrique des tracteurs équipés de moteurs bicylindres horizontaux. Cette technologie et d'autres caractéristiques comme un embrayage manuel deviennent dépassées après la Seconde Guerre mondiale. John Deere persiste pourtant et ce n'est que le 30 août 1960 que la firme présente ses premiers modèles de technologie moderne et équipés de moteurs multi-cylindres verticaux, les 3010, 4010 et 5010 ; ces engins sont remplacés trois ans plus tard par les 3020, 4020 et 5020. La ligne de ces tracteurs et des suivants est dessinée par le styliste Henry Dreyfuss.
D'abord réservé au marché américain, le 4020 est exporté en Europe en 1966 où il est le premier tracteur John Deere de cette gamme de puissance. Cette même année, ce tracteur souvent considéré comme une « légende » est le plus vendu aux États-Unis, pays dans lequel son seul concurrent est le Farmall 806. Le 4020 est construit à 184 879 exemplaires entre 1963 et 1972, dont 168 311 pour la seule version diesel.

## Caractéristiques
Le John Deere 4020 est équipé d'un moteur à six cylindres en ligne à quatre temps, d'une cylindrée totale de 6 637 cm3. Refroidi par eau, il développe une puissance maximale de 106 ch SAE au régime de 2 400 tr/min. Trois types sont proposés, selon le carburant choisi, essence, gazole ou gaz de pétrole liquéfié. Deux types de transmission sont disponibles : une boîte de vitesses manuelle entièrement synchronisée à huit rapports avant et deux rapports arrière ou une transmission Powershift à huit rapports avant et quatre rapports arrière. Dans ce dernier cas, le frein de parking est intégré à la commande de la boîte, et il est impossible d'engager une vitesse si le frein de parking est enclenché. La masse à vide en ordre de marche du tracteur est de 3,750 t mais il peut être lesté avec des masses à l'avant ou dans les voiles de roues arrière. Il est équipé d'une prise de force arrière indépendante à deux régimes, 540  et   1 000 tr/min.

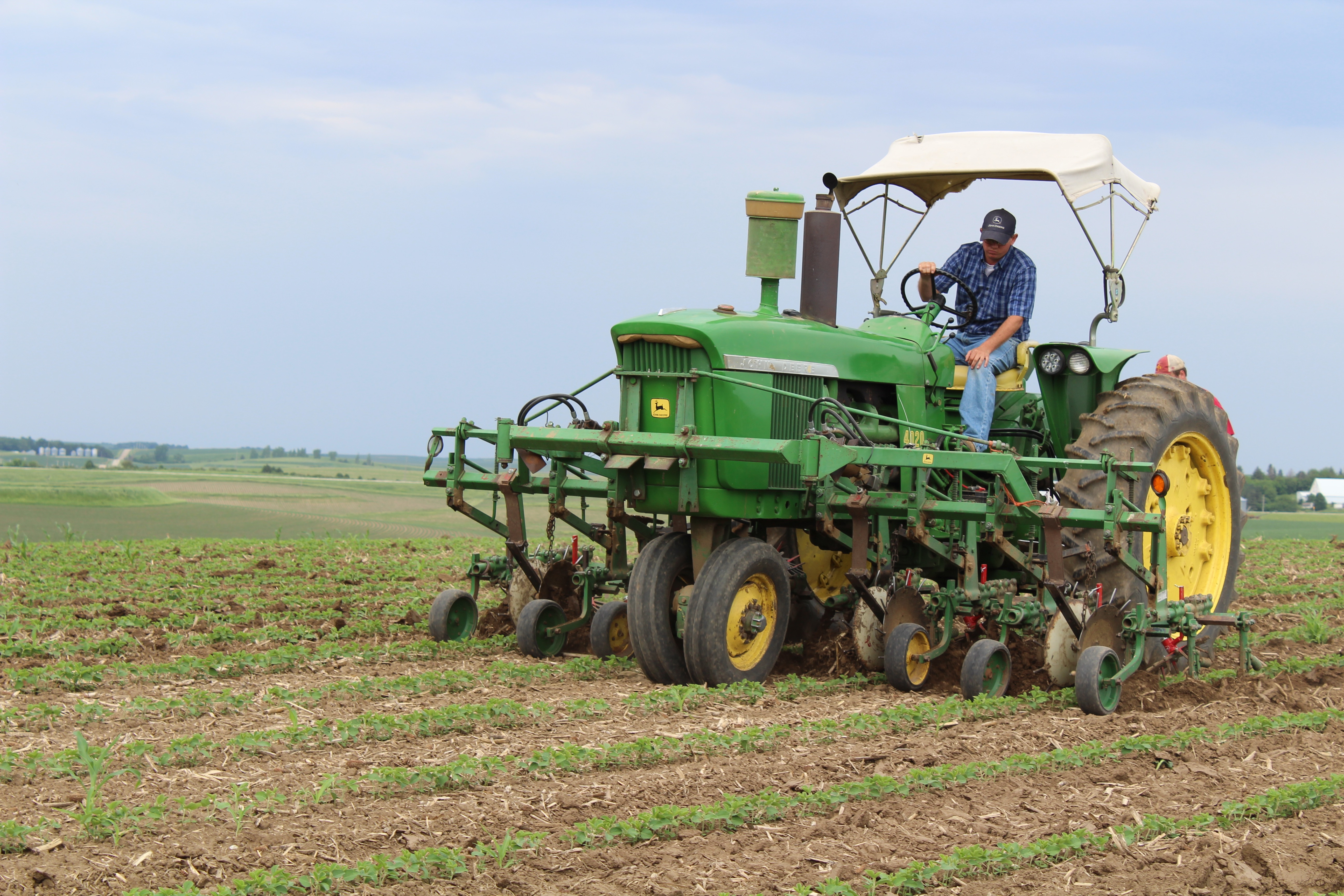
John Deere 4020 « Row-Crop » au travail.

Le 4020 n'est disponible, au début de sa production, qu'en version à deux roues motrices. Ce n'est qu'en 1969 que John Deere propose en option un tracteur à quatre roues motrices équipé d'un pont avant entraîné par deux moteurs hydrauliques. L'essieu avant peut être à largeur réglable (seule possibilité pour les tracteurs à quatre roues motrices) ou à roues jumelées (« Row-Crop ») pour l'utilisation dans les cultures en ligne. Une version avec une garde au sol plus importante (« Hi-Crop ») est également proposée pour les cultures hautes (canne à sucre, coton, maïs).
Toutes les commandes (freinage, direction, enclenchement de la prise de force, etc.) sont hydrauliques. Ce recours au « tout hydraulique » procure au tracteur une souplesse de conduite jusque là inconnue mais inquiète dans un premier temps la clientèle qui doute de la fiabilité du tracteur et de la compétence des réparateurs en cas de panne ; le 4020 se révèle pourtant, à l'usage, d'une grande fiabilité.
Le principal reproche fait en Europe à ce tracteur et à tous les modèles John Deere fabriqués aux États-Unis jusque dans les années 1980 est la faiblesse de leur relevage hydraulique. En Amérique, au contraire de l'Europe, les tracteurs sont surtout utilisés pour atteler des outils traînés et un relevage puissant n'est pas impératif.

## Modélisme
Le John Deere 4020 est reproduit à l'échelle 1/32 par la firme Britains.